# 다트퍼드구

다트퍼드구의 위치

다트퍼드구(영어: Borough of Dartford)는 잉글랜드 켄트주에 위치한 비도시 자치구로 중심 도시는 다트퍼드이며 인구는 102,234명(2014년 기준), 면적은 72.77km2이다.